# 王迺
王迺（1927年—2024年12月9日），一作王廼，男，祖籍山东莱阳，生于北京，中华人民共和国政治人物，曾任国家外国专家局局长，欧美同学会名誉副会长。

## 生平
- 1939年秋，由北师大二附小毕业后，考入北平志成中学（现北京市第三十五中学）。其后三年，由于中国抗日战争，在志成中学两进两出，初中未及毕业。
- 1944年冬，就读于志成中学四川分校。
- 1947至1951年，就读于北京大学工学院机械系。
- 1948年，王迺被吸收进工学院的中共地下党的外围组织“进步青年联盟”。1949年9月，正式加入中国共产党。
- 1952年进入留苏预备部，1953—1958年赴苏联攻读副博士。归国后在北京石油学院任教至1979年，是“文革”后第一批提升的副教授。
- 1980年，担任中国驻英国大使馆教育处一秘。
- 1983年，回国，开始参加引进外国智力工作，先后担任中央引智办主任[2]、国务院引进国外智力领导小组成员兼办公室主任[3]、国家外国专家局局长、协会秘书长、中国国际人才交流协会副主席。[4]